# Lijst van programma's van SBS Belgium
Dit is een lijst van programma's van VT4 en VIJFtv van 1995 tot september 2012.

## A
- Alloo met Chris & co
- Alles Nieuw

## B
- Bachelor, de begeerde vrijgezel
- Beautiful
- Binnen is winnen
- Boemerang
- Breekijzer
- Beugelbekkie (Braceface)

## C
- Can You Duet?
- Castle
- Casino Royale
- Chris & Co
- Chris & Co live
- Cinco
- CSI: Crime Scene Investigation
- CSI: Miami
- CSI: NY

## D
- Datecafé
- De 10 geboden van VT4
- De Afvallers
- De Beste bakker van Vlaanderen
- De Brandkast
- De Bus
- De Huisdokter
- De Jeugd van Tegenwoordig (Vlaamse versie van That'll Teach 'em)
- De Mosterd van Abraham
- De Muziekkwis
- De Oplichters
- De Smaakpolitie
- De Topmanager
- De Wakkere Wekker
- Droomhuis Onder De Zon

## E
- Engeltjes
- Expeditie Robinson
  - BV - versie
- Everwood

## F
- The Fairly OddParents
- Flanders Boulevard
- Fort Boyard
- Friends

## G
- Gammo
- Geert Hoste patat
- Gewenste Intimiteiten
- Gillmore Girls
- Gossip Girl
- Grey's Anatomy

## H
- Het Hotel Westende
- Hey Pa
- Huis op Stelten
- Hole in the wall
- Huizenjacht
- Help, mijn man is Klusser!
- Heroes
- Human Target

## I
- Inges Club met Inge Moerenhout

## J
- Judging Amy

## K
- Kickx
- Klasgenoten
- Koken met een sterretje
- Komen eten

## L
- Laat me niet lachen
- Las Vegas
- Leefwereld met Kristl Strubbe
- Let's Dance
- Leuke leugens
- Liefde, lijf en lust
- Liefde op het eerste gezicht
- Life
- Lipstick Jungle
- Lost

## M
- Man O Man
- Mediamadammen
- Meer man met Yvan
- Men in Trees
- Miss Belgian Beauty (achter de schermen)
- My Wife and Kids
- Mooi en Meedogenloos (The Bold and the Beautiful)
- Move Like Michael Jackson
- MotoGP
- MyTV

## N
- Niki's geheim
- Now or Never
- Now or Neverland
- NCIS
- NCIS: Los Angeles

## P
- Paradise Hotel
- Patrouille
- Peking Express
- Pokémon
- Private Practice
- Peter vs De Rest

## R
- Rekening in het Rood

## S
- Switch
- Sex and the City
- Spoorloos
- Stanley's Route
- Stapel
- Succes in 100 dagen
- Samurai X

## T
- Temptation Island
- Te nemen of te laten
- Terra Incognita
- That'll Teach 'em (originele Engelse versie van De Jeugd van Tegenwoordig)
- The Block (Antwerpen, Mechelen, Antwerpen, Oostende en Hoegaarden, Gent)
- The L Word
- The Simpsons
- The Mentalist
- The Good Wife
- Tienermoeders

## U
- Ugly Betty
- Undercover Lover
- Uit de weg

## V
- Vennebos
- Vergeet Je Tandenborstel Niet
- Vermist
- Vijf Laat
- Vijf op Vijf
- Vlaanderen Vandaag
- VT4 Kids

## W
- Wat een Leven
- Webcameraden
- Without a Trace, ook te zien bij concurrent VTM

## Z
- Zie je wel